# Ussel-d'Allier
 Ussel-d'Allier  es una población y comuna francesa, situada en la región de Auvernia, departamento de Allier, en el distrito de Moulins y cantón de Chantelle.

## Demografía
| 210 | 184 | 164 | 163 | 147 | 146 |
| Para los censos de 1962 a 1999 la población legal corresponde a la población sin duplicidades (Fuente: INSEE [Consultar]) |     |     |     |     |     |